# زاميا فيرشايلدية
زاميا فيرشايلدية (الاسم العلمي:Zamia fairchildiana) هي نوع من النباتات تتبع جنس الزاميا من الفصيلة الزامية.